# みずがめ座アルファ星
みずがめ座α星（α Aquarii, α Aqr）は、みずがめ座の恒星で3等星。みずがめ座ではβ星に次ぎ2番目に明るい恒星である。

## 概要
みずがめ座α星は黄色超巨星で、CCDM J22058-0019B という「伴星」を持つ見かけの二重星である。
みずがめ座β星、ペガスス座ε星と同じ場所で同時期に生まれたものと考えられている。
チャンドラX線天文衛星による観測で、同じG型の主系列星では活発なコロナ活動によるX線が、みずがめ座α星では弱いことがわかっており、これはG型巨星と同じ傾向にある。

## 名称
固有名のサダルメリク (Sadalmelik) は、アラビア語で「王の幸運（の星）」という意味の سعد الملك（saʿd al-malik, サアド・アル＝マリク, 実際の文語アラビア語発音：saʿdu-l-malik（サアドゥ・ル＝マリク））に由来する。2016年8月21日に国際天文学連合の恒星の命名に関するワーキンググループ (Working Group on Star Names, WGSN) は、Sadalmelik をみずがめ座α星の固有名として正式に承認した。